# 塚本舞 (タレント)
塚本 舞（つかもと まい、1990年9月6日 - ）は、日本のタレント、歌手、モデル。愛称は「まいぷに」。
神奈川県横浜市出身。聖心女子大学文学部哲学科卒。身長163cm。血液型A型。2019年からフリーランス。現在は音楽をメインに活動している。

## 略歴
- 幼少期から高校時代までは、CMやファッション誌のモデル[7]、グラビアアイドルとして活動。
- 2005年~2006年、中学生時代は株式会社いちにのさんにてグラビア活動。その時の芸名は速水舞。
- 2009年3月、堀越高等学校を卒業[8]。

大学時代は芸能活動を一時休止。
- 2013年3月、聖心女子大学文学部哲学科を卒業[10]。

芸能活動を本格的に再開。
- 2014年1月17日、グラビアアイドル仲間と「＃グラドル自画撮り部」を立ち上げる[11]。      ※後述。
- 2014年12月15日、男女混成エンタメユニット(当時)からの誘いを受け、グループ（DPG → 夏の魔物 → THE 夏の魔物）にボーカルとして参加[12]。      ※後述。
- 2017年3月17日、THE 夏の魔物を卒業[13]。
- 2017年9月18日、バンド編成でのワンマンライブ「まいぷにバースデーパラダイス！2017」を下北沢SHELTERにて開催[14][15]。
- 2018年8月18日、ファースト写真集『My Puni』を発売。同日、発売記念イベントを開催[16][17]。
- 2018年9月29日、生誕ライブ「まいぷに Re:Birth Party!!」を開催[18]。
- 2018年末をもって、芸能事務所プロダクションノータイトルを円満退所。フリーランスに転身[6]。

2019年
- 1月7日、公式ウェブサイト「塚本舞 Official Site」を公開。
- 2月、セルフプロデュースにてソロプロジェクトを始動することを発表[19]。
- 5月15日、ソロプロジェクト第一弾楽曲『Summer Motivation』を配信リリース[20]。自身が作詞、作編曲・プロデュースはケンカイヨシ[21]。
- 5月30日、ミュージックビデオ制作の資金支援を募ったクラウドファンディングが目標金額を達成[22]。
- 6月9日、音楽イベント「OTODAMA SEA STUDIO 2019 ～SUMMER GIRLS 2019～」に出演（ソロとしての初のステージ）[23]。
- 7月15日、YouTubeにて『Summer Motivation』のミュージックビデオを公開[24]。監督は松永つぐみ(A4A Inc.)[25]。
- 9月、公式ネットショップ「MAIPUNI SHOP」をオープン。
- 9月25日、ソロプロジェクト第二弾楽曲『カクテルガール』を配信リリース。楽曲プロデュースは松永天馬(アーバンギャルド)[26]。
- 10月5日、音楽イベント「ギュウ農フェス 秋のSP 爆音大収穫祭 road to 2020」に出演[27]。
- 12月4日、ソロプロジェクト第三弾楽曲『HOLY SNOW』を配信リリース。12月10日、YouTubeにてミュージックビデオを公開[28]。
- 12月22日、クリスマスワンマンライブ「Merry Punistmas Night 2019」を開催。カメダタクによるグランドピアノ伴奏で歌うアコースティックライブを披露[28][29]。

2020年
- 新型コロナウイルス感染拡大の影響のため、4月5日に大阪、4月17日に東京で予定されていた撮影会への出演をキャンセル。
- 4月13日、オンラインサロン「おしえて！まいぷに教室＠オンライン」をオープン[30]。
- 5月17日、オンラインライブハウスイベント「ARROW LIVEHOUSE ONLINE オープン記念！お(お)うち散歩」にリモート出演[31]。
- 7月7日に三浦海岸で開催・出演予定だった音楽イベント「OTODAMA SEA STUDIO 2020 ～SUMMER GIRLS 2020～」[32]が、新型コロナウイルス感染症の拡大リスクを抑えるためのガイドラインに伴い公演中止に[33]。
- 誕生日である9月6日、4thシングル『ヒロインでよろしく♡』を配信リリース。音楽制作チームIOSYSのメンバーが制作を手がける[34]。

2021年
- 7月21日、5thシングル『Baby Girl』を配信リリース[35]。
- 10月、ライブ配信サイト【21LIVE】オフィシャルライバーとして就任[36]。

2022年
- 2021年12月より発刊した撮り下ろしMagazineシリーズ『for maipunist』を、公式ネットショップ「MAIPUNI SHOP」にて毎月発売。

2023年
- 9月、バースデーイベントを開催[37]。
- 10月、「まいぷに」を名乗り始めてから10周年を迎えたことを記念して、ギャラリーにて個展を開催。作品や映像、衣装などを展示[38]。

2024年
- 7月27日、ハロー!プロジェクトをテーマにしたトークイベントにゲスト出演[39]。「ハロプロ史の先生」として、1998年の創設から現在に至るまでの歴史や魅力等を、プレゼン資料を用いて解説。

2025年
- 8月1日、主催イベントにて、夏の魔物（音楽ユニット、2019年解散、※後述）メジャーデビュー10周年トーク＆ライブ公演を開催[40][41][42]。

## 人物
- チャームポイントは、目とプニプニほっぺ、プニプニボディー[43]、ぷにかわボディ[5]。
- ハロー!プロジェクトおよびモーニング娘。の大ファン[44]。    ※後述。
- 大学の哲学科で哲学を専攻。考察や分析、文章を書くことが好き。それが高じてライターの仕事やコラムの連載も多数執筆[45]。
- インドア派。
- 4歳上の兄がいる[46]。
- 関西出身ではないが、たまに関西弁が出る（両親の影響）。
- 大切な場面での衣装は、ニット・ブランド「rurumu:/縷縷夢兎(るるむう)」を愛用。
- 定期的にファンイベントを開催。事務所に在籍していた時から、採算面も含めセルフプロデュースで行っている[47]。
- ファンの呼び名は「まいぷにすと」「ぷにすと」。
- 女性からの人気も高く、イベント現場やアイドル撮影会に通う「まいぷにすと女子」も[48]。

### 趣味
- アイドル鑑賞。    ※ ハロー!プロジェクトに対しては後述。
- 漫画を読むこと[注 1]（漫画を600冊以上所有）、ゲーム[注 2]、パソコン、カラオケ、家電量販店巡り[4]。
- アニメ『チャージマン研!』のマニア。グッズを愛用[50]。
- 重機が好き[51]。大学時代に現代アートの授業で「重機とアート」を研究した〝重機系アイドル〟[52]。重機萌え。重機とグラビアの融合が夢。
- 食べることが好き（寿司(回転寿司)、海鮮料理、肉、他）。
- お酒も好き。酔うと面白くて楽しくなるタイプ。
- 猫好き[53][54]。

### 特技
- ダンス[4]。
- 料理[4]。大晦日におせち料理を手作りする年も。
- どこでも寝られる[55]。
- 三つ編みが早い。
- 立った姿勢からブリッジができる。
- 資格：秘書検定2級、漢字検定2級[4]。

### ハロプロオタク
- ハロー!プロジェクトの熱烈なファン。生粋のハロヲタ[56]。
- モーニング娘。デビュー曲『愛の種』が発売される前からのファンで、ファン歴25年超[44]。人生の大半をハロプロと生き、ハロプロの楽曲と共に成長してきた[57]。
- ハロー!プロジェクト全般に造詣が深く、細かい事柄まで異常に詳しい。データが頭に入っていて、ハロプロ愛を語り出すと止まらず、澱みなくしゃべり続ける。
- 「ハロプロ研究家」としても活動[57]。「ハロプロ評論家」としてイベント等にも出演している[58]。
- HELLO! PROJECT公認コラム「HELLO! Navi - ハロナビ - 」でコラムを担当[59]。アルバムのレビューやコンサートDVD・コンサートのレポート等の記事を連載[45]。
- 大学の卒業論文のテーマが『アイドルマーケティングの歴史的変還―モーニング娘。を例にして―』[60][注 3]。
- 2ndDVD『まいぷに。』のタイトルにある「。」は「モーニング娘。」から取られている。
- ハロプロメンバーが着ている衣装と同種の服を入手し、自ら着た姿の写真をSNSに投稿[61][62]。
- 年末には、その年の「個人的ハロプロ楽曲大賞」を決めている。
- 作曲家や編曲家をチェックするタイプ[63]。
- つんく♂の歌詞が好き[64]。

### グラドル自画撮り部
- 「グラドル自画撮り部」は、本人と倉持由香とのTwitter上での会話から生まれた部活動[65]。立ち上げメンバー。
- 書記を担当。部長は倉持由香、副部長は吉田早希[66]。
- グラビアアイドルが自らのTwitterアカウントで、セクシーな自撮り写真にハッシュタグ「#グラドル自画撮り部」を付けて投稿し[66]、PRすることが話題となり、海外のメディアでも取り上げられる[67]。
- 紹介記事を書いたり[68]、ツイート数やPV数、どこのニュースサイトにまとめられたかをデータに起こす作業をする等、実際に書記的な役割を担っていた[67]。
- 雑誌『BUBKA』にてコラム「塚本舞の #グラドル自画撮り部 通信」を連載していた[4]。

### 夏の魔物（音楽ユニット）
- メインボーカル担当[69]。「愛と正義のハイトーンボイス」。イメージカラーはピンク。セクシー担当。
- 2014年9月の「大森靖子コピバン祭」でのパフォーマンスが目に留まり、誘いを受けて参加[70]。
- 人並み外れたハイトーンの声域と豊かな声量を持ち、その歌唱力は楽曲の世界観の具現化に大きく貢献[71]。
- 2015年8月26日、「夏の魔物」としてポニーキャニオンよりメジャーデビュー[72][73]。
- 2016年1月20日発売のシングル『東京妄想フォーエバーヤング』が、フジテレビ系『めちゃ×2イケてるッ!』の2016年の年間エンディングテーマに起用される[74]。
- 2017年3月17日、東京・新宿MARZにて卒業公演「ALL MY LOVE FOR YOU ～塚本舞卒業記念スペシャル～」[75]。客席は真っピンクに。

## 作品

### 楽曲
- ALL MY LOVE FOR YOU（2007年、ウェブカムプロモーション）

塚本舞ソロプロジェクト楽曲
|     | 配信リリース日 | タイトル            | 楽曲制作                                                          | 参加ミュージシャン・スタッフ | 参加ミュージシャン・スタッフ                                                                                |
| --- | -------------- | ------------------- | ----------------------------------------------------------------- | --- | --- |
| 1st | 2019年5月15日  | Summer Motivation   | 作詞：塚本舞 作曲：ケンカイヨシ 編曲：ケンカイヨシ                | 楽曲プロデュース：ケンカイヨシ コーラス､DJ､ラップ：ケンカイヨシ ギター：佐々木秀尚 | ジャケット写真撮影：二宮ユーキ ミュージックビデオ監督：松永つぐみ(A4A Inc.) 振付：泉茉里                    |
| 1st | 2019年5月15日  | Summer Motivation   | 作詞：塚本舞 作曲：ケンカイヨシ 編曲：ケンカイヨシ                | まいぷに初作詞。自ら音作りの現場にも立ち会って丁寧に大切に制作した渾身の一曲。「サマモチ」は 海やドライブに似合う、ボサノヴァ×ファンコット×トロピカルハウスなサマーチューン。王道のJ-Pop の要素だけでなく、どこかサブカルチックでニッチな楽曲展開を随所に織り交ぜたハイクオリティな楽曲。 2019年7月15日、YouTubeにてミュージックビデオが解禁。メイキング映像(Short ver.)も公開。 2019年11月、タワーレコード渋谷店「南波一海のアイドル三十六房」コーナー限定でCD販売。 三十六房 2019年 R-グランプリ にランクイン。 | |
| 2nd | 2019年9月25日  | カクテルガール      | 作詞：松永天馬 作曲：松永天馬 編曲：Noy Sirikullaya、 杉山圭一    | 楽曲プロデュース：松永天馬 (アーバンギャルド) ギター：影山昇太郎 振付：HIROKI 写真：堀川多貴雄 | ミュージックビデオ 監督：ALi(anttkc) 演出：ヌマクラマコト 撮影：築地孝典、折井康弘 ダンス：神田初音ファレル |
| 2nd | 2019年9月25日  | カクテルガール      | 作詞：松永天馬 作曲：松永天馬 編曲：Noy Sirikullaya、 杉山圭一    | 恋する女の子の気持ちをモチーフに、ダンスビートとカッティングギターが冴えるロックビートナンバー。 2019年7月4日のイベント「南波一海のアイドル三十六房 #133」にて音源解禁。 2019年9月24日、YouTubeにてミュージックビデオが解禁。メイキング映像も公開。 2020年5月16日、ボーカルディレクションを受けているレコーディング風景の映像を公開。 | |
| 3rd | 2019年12月4日  | HOLY SNOW           | 作詞：塚本舞 作曲：ケンカイヨシ 編曲：ケンカイヨシ                | コーラス：ケンカイヨシ ラップ：GOMESS ギター：佐々木秀尚 ミックス：岡野崇史 | ジャケット写真撮影：二宮ユーキ ミュージックビデオ監督：二宮ユーキ                                           |
| 3rd | 2019年12月4日  | HOLY SNOW           | 作詞：塚本舞 作曲：ケンカイヨシ 編曲：ケンカイヨシ                | 自ら作詞を手がけ、ダンサブルなサウンドと共にホットなウィンター・ソングに仕上がった、メロウな スウィングR&Bナンバー。 ラップパートでは、ラッパーのGOMESSが友情出演として共演している。 2019年12月10日、YouTubeにてミュージックビデオを公開。 | |
| 4th | 2020年9月6日   | ヒロインでよろしく♡ | 作詞：塚本舞、 まろん(IOSYS) 作曲：まろん(IOSYS) 編曲：ARM(IOSYS) | ジャケット写真撮影：二宮ユーキ | ジャケット写真撮影：二宮ユーキ                                                                              |
| 4th | 2020年9月6日   | ヒロインでよろしく♡ | 作詞：塚本舞、 まろん(IOSYS) 作曲：まろん(IOSYS) 編曲：ARM(IOSYS) | 学生時代からファンだったIOSYSのメンバーを迎えて制作された、力強いハイトーンボイスが印象的な 応援ソング。 | |
| 5th | 2021年7月21日  | Baby Girl           | 作詞：ケンカイヨシ 作曲：ケンカイヨシ 編曲：ケンカイヨシ          | コーラス：ケンカイヨシ ラップ：GOMESS | ジャケット写真撮影：manimanium                                                                              |
| 5th | 2021年7月21日  | Baby Girl           | 作詞：ケンカイヨシ 作曲：ケンカイヨシ 編曲：ケンカイヨシ          | ハウス＆ファンクな曲調で、王道の懐かしさもありつつ、現代のギミックも詰まったナンバー。 2021年9月29日、TBSラジオ『アフター6ジャンクション』にて「宇多丸さんオススメ！アイドル「的」 ソング」で紹介、オンエアされる。 雑誌『BUBKA』2021年11月号の連載「RHYMESTER宇多丸のマブ論」で批評。 | |

| ・グループ活動時に収録に参加した作品 | ・グループ活動時に収録に参加した作品 | ・グループ活動時に収録に参加した作品 | ・グループ活動時に収録に参加した作品                 | ・グループ活動時に収録に参加した作品 | ・グループ活動時に収録に参加した作品 | ・グループ活動時に収録に参加した作品 | ・グループ活動時に収録に参加した作品 |
| リリース日                           | 形 態                                | グループ名                           | タイトル                                             | レーベル                             | 規格品番                             | 備 考                                |                                      |
| ------------------------------------ | ------------------------------------ | ------------------------------------ | ---------------------------------------------------- | ------------------------------------ | ------------------------------------ | ------------------------------------ | ------------------------------------ |
| 2015年1月14日                        | シングル                             | DPG VS ブラックDPG                   | 新生プロレス研究会                                   | 虎の穴レコード / SPACE SHOWER MUSIC  | DQC-1417                             | DPG盤                                |                                      |
| 2015年1月14日                        | シングル                             | DPG VS ブラックDPG                   | 新生プロレス研究会                                   | 虎の穴レコード / SPACE SHOWER MUSIC  | DQC-1418                             | ブラックDPG盤                        |                                      |
| 2015年1月14日                        | シングル                             | DPG VS ブラックDPG                   | 新生プロレス研究会                                   | 虎の穴レコード / SPACE SHOWER MUSIC  | DQC-1419                             | VS盤                                 |                                      |
| 2015年8月26日                        | シングル                             | 夏の魔物                             | 恋愛至上主義サマーエブリデイ ／ どきめきライブ・ラリ | ポニーキャニオン                     | PCCA-04265                           | イラストジャケットVer.               |                                      |
| 2015年8月26日                        | シングル                             | 夏の魔物                             | 恋愛至上主義サマーエブリデイ ／ どきめきライブ・ラリ | ポニーキャニオン                     | PCCA-04266                           | 夏の魔物Ver.                         |                                      |
| 2015年8月26日                        | シングル                             | 夏の魔物                             | 恋愛至上主義サマーエブリデイ ／ どきめきライブ・ラリ | ポニーキャニオン                     | PCCA-04267                           | ブラックDPG Ver.                     |                                      |
| 2016年1月20日                        | シングル                             | 夏の魔物                             | 東京妄想フォーエバーヤング ／ ダーリン no cry!!!     | ポニーキャニオン                     | PCCA-04334                           | イラストジャケットVer.               |                                      |
| 2016年1月20日                        | シングル                             | 夏の魔物                             | 東京妄想フォーエバーヤング ／ ダーリン no cry!!!     | ポニーキャニオン                     | PCCA-04335                           | 夏の魔物Ver.                         |                                      |
| 2016年1月20日                        | シングル                             | 夏の魔物                             | 東京妄想フォーエバーヤング ／ ダーリン no cry!!!     | ポニーキャニオン                     | PCCA-04336                           | ブラックDPG Ver.                     |                                      |
| 2016年6月22日                        | シングル                             | 夏の魔物                             | 魔物、BOM-BA-YE ～魂ノ覚醒編～ ／ バイバイトレイン   | ポニーキャニオン                     | PCCA-04389                           | イラストジャケットVer.               |                                      |
| 2016年6月22日                        | シングル                             | 夏の魔物                             | 魔物、BOM-BA-YE ～魂ノ覚醒編～ ／ バイバイトレイン   | ポニーキャニオン                     | PCCA-04390                           | 夏の魔物Ver.                         |                                      |
| 2016年6月22日                        | シングル                             | 夏の魔物                             | 魔物、BOM-BA-YE ～魂ノ覚醒編～ ／ バイバイトレイン   | ポニーキャニオン                     | PCCA-04391                           | ブラックDPG Ver.                     |                                      |
| 2016年9月7日                         | アルバム                             | 夏の魔物                             | 夏の魔物                                             | ポニーキャニオン                     | PCCA-04414                           | 初回限定盤A(CD+DVD)                  |                                      |
| 2016年9月7日                         | アルバム                             | 夏の魔物                             | 夏の魔物                                             | ポニーキャニオン                     | PCCA-04415                           | 初回限定盤B(2CD)                     |                                      |
| 2016年9月7日                         | アルバム                             | 夏の魔物                             | 夏の魔物                                             | ポニーキャニオン                     | PCCA-04416                           | 通常盤(CD only)                      |                                      |
| 2017年3月15日                        | シングル                             | THE 夏の魔物                         | 僕と君のロックンロール                               | MAMONO RECORDS                       | NNMM-0001                            | 出会い盤                             |                                      |
| 2017年3月15日                        | シングル                             | THE 夏の魔物                         | 僕と君のロックンロール                               | MAMONO RECORDS                       | NNMM-0002                            | 別れ盤                               |                                      |

### DVD
- Chu gakusei 現役中学生Gcup 速水舞（2006年、ジーオーティー）
- Sexy Bomb（2008年、ゴマブックス）
- まいぷに。（2013年、イーネットフロンティア）
- まいめろん。（2014年、グラッソ）

## 書籍

### 写真集
ソロ作品
- My Puni（2018年8月18日、クリアストーン、撮影：須崎祐次）ISBN 978-4907301934 [94]

共演作品
- #コスプレ自画撮り部 フォト・バイブル（2015年6月6日、クリアストーン／ギャンビット、撮影：須崎祐次）ISBN 978-4907462222
- 原寸大おっぱい図鑑（2017年8月2日、一迅社、撮影：須崎祐次）ISBN 978-4758015677  - Hカップ代表 [95]
- 無敵のハートアレンジ写真集【ikare pink】（2019年、ゆうすけ）ASIN B07VPFNF1M

### 電子書籍
- Black & White Bikinies 塚本舞 デジタル写真集（2009年、アスペクトデジタルメディア）
- GIRLS TRAIN 動画付写真集 No.045 塚本舞[CD-R]（2009年4月20日、シーズファクトリー）
- 僕らの胸ぼくろ 塚本舞1 [sabra net e-Book]（2015年1月30日、小学館）
- 僕らの胸ぼくろ 塚本舞2 [sabra net e-Book]（2015年1月30日、小学館）
- 僕らの胸ぼくろ 塚本舞DX [sabra net e-Book]（2015年1月30日、小学館）  ※『僕らの胸ぼくろ 塚本舞1、2』と同一
- ふたりきりの教室（2016年2月26日、サークルチェンジ(解禁グラビア写真集)、撮影：野澤亘伸）
- 白衣の中身はなんじゃろな？（2016年4月8日、サークルチェンジ(解禁グラビア写真集)、撮影：野澤亘伸）
- まいぷに先生との約束（2016年5月13日、サークルチェンジ(解禁グラビア写真集)、撮影：野澤亘伸）
- まいぷに。就職する（2016年6月17日、サークルチェンジ(解禁グラビア写真集)、撮影：野澤亘伸）
- 競泳水着のまいぷにセンパイ（2016年7月8日、サークルチェンジ(解禁グラビア写真集)、撮影：野澤亘伸）
- 塚本舞全巻セット215枚収録!!（2016年7月29日、サークルチェンジ(解禁グラビア写真集)、撮影：野澤亘伸）

### 雑誌
- 週刊SPA!（扶桑社）
- 週刊ヤングマガジン（講談社）
- 週刊ヤングジャンプ（集英社）
- 週刊プレイボーイ（集英社）
- ヤングアニマル（白泉社）
- FLASH（光文社）
- 漫画アクション（双葉社）
- CARトップ（交通タイムス社）
- EXMAX!（ぶんか社）
- EXMAX!Special （ぶんか社）
- Yha!hip&Lip（ワニマガジン）
- Bejean（ジーオーティー）
- スコラ（辰巳出版）
- Goo Bike（プロトコーポレーション）
- 月刊MdN（エムディエヌコーポレーション）
- FRIDAYダイナマイト（講談社）
- フォトテクニックデジタル（玄光社）
- 月刊エンタメ（徳間書店）
- CD&DLでーた（エンターブレイン(KADOKAWA)）
- 週刊実話（日本ジャーナル出版）
- ドカント（有限会社デジタルスタイル）[96]

### ムック
- HELLO! PROJECT COMPLETE SINGLE BOOK ～ハロー!プロジェクトの全シングルを完全掲載した決定版～（2013年11月8日、音楽出版社）ISBN 978-4861711091  ※「アンケート～私のベスト・シングル5」寄稿
- 別冊CD&DLでーた My Girl vol.2（2014年12月15日、エンターブレイン(KADOKAWA)）ISBN 978-4047301856
- 別冊CD&DLでーた My Girl vol.3（2015年4月17日、エンターブレイン(KADOKAWA)）ISBN 978-4047305021
- 別冊CD&DLでーた My Girl vol.4（2015年7月15日、エンターブレイン(KADOKAWA)）ISBN 978-4047306394
- 別冊CD&DLでーた My Girl vol.7（2015年12月9日、エンターブレイン(KADOKAWA)）ISBN 978-4047309234
- 家電批評 2017年04月号（2017年3月3日、晋遊舎）[97][98]

### 連載･WEB連載･その他
- アイドル横丁新聞（2014年7月 - 2015年4月）
- BUBKA（2015年4月 - 2016年5月、白夜書房）
- 月刊エンタメ（徳間書店）
- ENTAME next - アイドル情報総合ニュースサイト（2014年6月 - 2015年6月）
- 楽天×HELLO!PROJECT公認コラム「HELLO! Navi - ハロナビ - 」（2014年7月 - 2017年4月）
- goo いまトピ「グラドル自画撮り部」コラム（2014年8月 - 2016年2月）
- 日刊SPA!「グラドル自画撮り部・書記が選んだオススメ部員10人」[68]
- R25 インタビュー掲載
- 読売新聞（2014年11月6日大阪夕刊）社会面記事「重機に恋して 動画再生300万回超 解説本・アイドルも」コメント掲載
- Rooftop（2019年4月）インタビュー掲載[99]
- グラビアプレスタイムズ（2022年9月）[100]

## 出演（メディア）

### テレビバラエティ･情報番組
- 鯨井康雄写真館 #9（2008年、つくばテレビ）[101]
- 美少女ヌードル（2012年9月11日、テレビ朝日）
- リンカーン（2013年1月29日、TBS）
- 世間の裏側のぞき見バラエティ ウラマヨ!（2013年2月23日、関西テレビ）
- お願い!ランキング（2013年3月22日、テレビ朝日）
- アイドル☆リーグ!（2013年6月3日、NOTTV）
- あたらしあらし（2013年7月13日、フジテレビ）
- Ｊテレスタイル（2013年8月18日、J:COM）
- 真夜中のおバカ騒ぎ!（2013年12月、チバテレ／TOKYO MX）
- ゴッドタン （2014年3月15日、テレビ東京）  - アイドル評論家として出演
- バラいろダンディ（2014年7月10日、TOKYO MX）
- ネリさまぁ〜ず（2014年9月27日、日本テレビ）
- ミューサタ（2016年2月28日・4月16日 - 30日、フジテレビ）
- BOMBER-E（2016年9月24日、メ～テレ）
- ソリディーモの冠番組内コーナー「トレンドフロンティア」（2017年2月6日 - 12月、TOKYO MX）
- NEO決戦バラエティ キングちゃん（2018年1月22日、テレビ東京）
- モデルプレスナイト（2018年5月18日・6月15日、Kawaiian for ひかりTV 4K）

### テレビドラマ
- 月曜ゴールデン ご近所探偵・五月野さつき 殺意のキャンプ場（2008年12月1日、TBS）  - 女子高生 役
- BAD BOYS J（2013年5月4日、11日、日本テレビ）
- 日曜ワイド 司法教官・穂高美子（6）（2017年6月18日放送延期 → 10月1日、テレビ朝日）  - 社長の愛人 役[102]

### 映画
- 麻雀放浪記2020（2019年4月5日、東映）  - 永井音音 役

### 舞台･ミュージカル
- DMM.yell presents「熱いぞ!猫ヶ谷!!」（2016年3月16日 - 20日、品川プリンスホテル クラブeX）  - 官能妹 役[103]

### オリジナルビデオ
- ～がんばれ僕らの～グラドルヒロイン 時空警察官ミーティア（2007年10月12日、ZENピクチャーズ）  - タニア姫 / 時田まゆ 役
- 実録!!恐怖の心霊スポット 佐藤さくら&塚本舞（2014年、グラッソ）

### ミュージックビデオ
※ 本人作品を除く。
- 大森靖子「さっちゃんのセクシーカレー」（2015年）[104]

### ネット配信番組
- チャレンジステーション[105]（2008年12月8日[106]、15日[107]、あっ!とおどろく放送局）
- GIRLS TRAIN（2009年、あっ!とおどろく放送局）
- あるある星人図鑑（2012年10月1日、BeeTV）
- よしログ（2013年5月 - 2018年12月、GyaO!） - アシスタントMCレギュラー
- ミスFLASHチャンネル（2013年10月24日、マイスマTV）
- 塚本舞のアイなま！～アイドルのアイドルによるアイドルのためのニコ生。～（2014年6月 - 2015年11月、ニコニコ生放送）
- eBook TV 第23回 - 第25回（2014年6月27日、7月25日、8月29日、ITmedia eBook USER）
- エッグ矢沢のオールナイトニッポンw #52（2016年1月28日、ニッポン放送／吉本興業）
- メシテロ嬢 #92 塚本舞×鈴木ふみ奈×ステーキ（2016年5月26日、AbemaTV）
- 美女ランチ #165 - #169（2016年11月28日 - 12月2日、AbemaTV）
- お願い!ランキング〜お願い!超選挙～ #204（2017年5月25日、AbemaTV）
- お願い!ランキング〜お願い!超選挙〜 #236（2017年8月10日、AbemaTV）
- セガNET麻雀MJ「ファミ通 Presents グラドルCUP」（2018年1月26日、ニコニコ生放送）
- 麻雀最強戦2018 全国アマチュア最強位決定戦「勝てばキンマ表紙ゲット！まりちゅうに挑戦！」（2018年11月10日、AbemaTV（麻雀チャンネル））[108]
- 戸田真琴と飯田エリカの保健室 #41 - #44（2021年5月31日[109]、6月7日[110]、6月14日[111]、6月21日[112][113]、ポッドキャスト）
- もういっちょTV「沢口けいこのキニナルもういっちょ」（2021年11月11日[114]、11月17日[115]、2022年1月5日[116]、YouTube）

### WEB
- Bejean on line[117]
- どるばこ美女 File No.149
- クルマニヨンTV（トヨタWebTV）
- 日本ツインテール協会[118]
- 密着！アイドル*Sweet Room[119]
- ダ・ヴィンチニュース「リアル“そに子ボディ”」[120]
- ドカント.com「早耳！エンタメ・インタビュー‼」[121]
- sabra net[122][123][124]

### ラジオ番組
- AKANEミラクルゾーン!（2013年4月 - 2014年9月、REDS WAVE）
- アポロン（2013年8月13日、TOKYO FM）
- 鷹の爪団の世界征服ラヂヲ（2016年1月15日、TOKYO FM）
- Good choice Radio（2016年2月3日、FM AICHI）
- ラジオのアナ〜ラジアナ（2016年2月22日、FM NACK5）
- ピーチなFRIDAY（2019年5月17日、渋谷クロスFM）[125]
- 週刊メディア通信（2019年12月8日、MUSIC BIRD（全国コミュニティFM））[126]

### CM
- G's（TOYOTA）「G's Baseball Party」
- デアゴスティーニ「週刊マイ３Dプリンター」
- セイシン・コンピタンス・サポート（2014年10月9日 - ） - 九州地方にてOA

### その他
- クリアストーン コスプレ衣装シリーズ パッケージモデル（2015年[127]、2017年[128]）
- グリーンハウス 総合カタログ 表紙モデル（2017年）
- ゲームアプリ『CLASH OF KINGS』4周年特別企画！ 激カワタレントとキングスをやろう！（2018年9月14日 - 10月12日）[129]  - 4周年アンバサダー
- 21LIVE配信 オフィシャルライバー（2021年10月 - 12月) [36]

## 出演（イベント･ライブ）
※ 主なイベント・ライブ。
- GO!GO!カートくんショー（2009年春）  - 全国8公演でMCを務める。
- 南波一海のアイドル三十六房 #27（2014年4月16日、TOWER REVOLVE PROJECT(タワレボ)）
- ハロショ・デラックス 第一回「舞とハロー!プロジェクト」（2014年4月26日、ハロー!プロジェクトオフィシャルショップ東京秋葉原店）
- アイドル横丁夏まつり!!〜2014〜「吉田早希・塚本舞プロデュース！グラドル横丁!!」（2014年7月6日、東京・新木場 STUDIO COAST）[130]
- 南波一海のアイドル三十六房 #34「ハロー!プロジェクトの全曲から集めちゃいました!」発売記念、5時間あってもまだ語り尽せない伝説？のハロプロ・スペシャル第2弾！」（2014年7月12日、TOWER REVOLVE PROJECT(タワレボ)）
- 東京グラドルフェスティバル vol.0（2014年8月10日、渋谷Milky Way）[131]
- 大森靖子 コピバン祭（2014年9月2日、新宿LOFT）
大森靖子とのツイン・ボーカルで、「ハロプロバンド」のメンバーとして参加。
- ハロショ・デラックス 第四回「塚本舞 大いにハロプロを語る」（2015年4月5日、ハロー!プロジェクトオフィシャルショップ東京秋葉原店）
- 『#コスプレ自画撮り部 フォト・バイブル』発売記念 ツーショット&囲み 自画撮り会（2015年6月6日、ドン・キホーテ秋葉原店 5階コスプレ館）[132]
- 『#コスプレ自画撮り部 フォト・バイブル』発売記念 ツーショット&囲み 自画チェキ会（2015年6月13日、紀伊國屋書店新宿南店 5階特設会場）
- G-tune:Garage オープンイベント（2015年6月19日）[133][134]
- YATSUI FESTIVAL! 2015（2015年6月20日）
- アイドル横丁夏まつり!!〜2015〜「グラドル横丁」（2015年7月5日、東京・新木場STUDIO COAST）[135]
- Windows10夏祭り（2015年7月31日、東京・ツクモex.パソコン館）[1]
- 『My Girl vol.4』『My Girl vol.5』販売記念スペシャルイベント（2015年8月22日、タワーレコード秋葉原店）
- AKIBA TOKYO COLLECTION（2015年08月24日、ベルサール秋葉原）
- AOMORI ROCK FESTIVAL ’15～夏の魔物～（2015年9月12日、青森・夜越山スキー場）
- 大森靖子メジャーデビュー1周年&生誕祭！（2015年9月18日、新宿LOFT）[136]
- 東京ゲームショウ2015「セガNET麻雀 MJ グラドル麻雀決定戦！」（2015年9月20日、幕張メッセ・OPENREC by CyberZブース）
- 塚本舞ハロプロカバーライブ！～ファーストデート～（2015年11月21日、タワーレコード渋谷店8F「SpaceHACHIKAI」）
- 塚本舞の大忘年会'15（2015年12月29日(火)13時、新宿ロフトプラスワン）
- smooth TOKYO 振袖 団体撮影会（2016年1月11日、東京・青海南ふ頭公園、Galleryル・パレ）
- IOSYS presents「ハイパー電波フェスティバル」（2016年5月5日、渋谷・clubasia）
- アイドル横丁夏まつり!!〜2016〜「グラドル横丁」（2016年7月2日、3日、横浜赤レンガパーク）[137]
- TOKYO GRAVURE IDOL FESTIVAL 2016（2016年8月6日、7日、TOKYO IDOL FESTIVAL 2016 GRAND MARKET(東京・青海臨時駐車場)）[138][139]
- ヴィレッジヴァンガード「30th VILLAGE VANGURD presents V.V Rosks～MIX JUICE～」（2016年8月27日、なんばHatch）
- アーバンギャルド presents「鬱フェス2016」（2016年9月18日、TSUTAYA O-EAST）
- TOKYO CALLING 2016（2016年9月19日、渋谷TAKE OFF 7）
- メ～テレ秋まつり2016（2016年9月24日、名古屋・久屋大通公園）
- @JAM×ナタリーEXPO 2016（2016年9月25日、幕張メッセ国際展示場・ピーチステージ）
- AOMORI ROCK FESTIVAL ’16～夏の魔物～（2016年10月1日、青森・夜越山スキー場）
- MINAMI WHEEL 2016（2016年10月10日、大阪・OSAKA MUSE）
- 大森靖子全国ツアー「TOKYO BLACK HOLE TOUR」最終公演（2016年11月18日、Zepp Tokyo）  - 『絶対彼女』のソロパート担当としてゲスト出演[140]
※ ライブ公演での歌唱・ダンス・トークの模様が、大森靖子のアルバム「kitixxxgaia(ドグマ盤)」Blu-rayに収録[141]。
- smooth TOKYO 振袖 撮影会（2017年1月14日、東京・青海南ふ頭公園）

## 出演（イベント･ライブ）2017年3月 -
- THE 夏の魔物登場!!!TOUR特別編 ALL MY LOVE FOR YOU 〜塚本舞卒業記念スペシャル～（2017年3月17日、新宿MARZ）

### 2017年(グループ卒業後)
※ 太字表記は自主開催イベント。
- smooth TOKYO 袴 撮影会（2017年3月20日）
- Riot Grrrly Lab vol.3（2017年4月2日、渋谷・LOFT9 Shibuya）
- ファンミーティングイベント「まいぷにすとの集い vol.0」（2017年4月22日(土)19時、池袋・BROOKLYN MILLS）
- 大森靖子の夏休み2017（2017年5月27日、八丈島・Pot Hall）
- おしえて！まいぷに教室 ～アイシングクッキー編～ （2017年6月18日(日)11時）
- 週プレ酒BAR 一日ママ（2017年6月28日、新宿・週プレ酒場）
- アイドル横丁夏まつり!!〜2017〜「グラドル横丁」（2017年7月8日、9日、横浜赤レンガパーク）[142]
- まいぷにすとの集い vol.1（2017年7月17日(月・祝)13時、新宿・Naked Loft）
- TOKYO GRAVURE IDOL FESTIVAL 2017（2017年8月4日、5日、TOKYO IDOL FESTIVAL 2017 GRAND MARKET(東京・青海臨時駐車場)）[143]
- おしえて！まいぷに教室 ～女子力向上編～（2017年8月12日(土)14時、神保町某所）    ※ 女性限定イベント
- smooth TOKYO 団体撮影会＆BBQオフ会（2017年8月27日、東京・STUDIO STANDARD 玉堤Ast）
- まいぷにすとの集いSP～プレミアムお誕生会～（2017年9月6日(水)19時、六本木某所）
- まいぷにバースデーパラダイス！2017（2017年9月18日(月・祝)12時、下北沢SHELTER）[14][144] ※ 生誕ライブ
8曲＋アンコール2曲。バンド編成でのワンマンライブ[15]。
Gt. 武田将幸、Ba. 壱、Syn. 岡本伸明、Drs. 西浦謙助、
Manipulator  キヨンセ（東京ヒップホップ／トッピングクラブ）
- まいぷにすとの集い vol.2（2017年10月8日(日)19時、新宿・Naked Loft）
- まいぷにすとの集い～名古屋めしたべちゃおうSP～（2017年11月5日(日)11時30分、名古屋某所）
- W.W.J 10th !mpact 三周年!!!（2017年11月5日、名古屋・club JB’S）  - 「DJまいぷに」として参加
- 週プレ酒BAR 一日ママ（2017年11月21日、新宿・週プレ酒場）
- 塚本舞×鈴木ふみ奈の「ぷににゃんカフェ」（2017年11月25日(土)13時、新宿ロフトプラスワン）[145]
鈴木ふみ奈との合同イベント。
- 来店イベント（2017年12月10日、札幌・プレイランドハッピー西町店、栄町店）
- smooth TOKYO クリスマス撮影会（2017年12月17日）
- まいぷにすとの集い～クリスマスSP～（2017年12月24日(日)13時、六本木某所）

### 2018年
- まいぷにすとの集い～新年女子会～（2018年1月13日(土)13時30分、新宿某所）    ※ 女性限定イベント
- smooth TOKYO 振袖 団体撮影会（2018年1月14日、東京・青海南ふ頭公園(陸側)、studio itto 1､2F）
- 来店イベント（2018年1月20日、札幌・プレイランドハッピー手稲前田店、南6条店）
- まいぷにすとの集い vol.3（2018年2月10日(土)13時、新宿・Naked Loft）
- 週プレ酒BAR 一日ママ（2018年3月7日、新宿・週プレ酒場）
- 来店イベント（2018年3月10日、札幌・プレイランドハッピー手稲前田店、八軒店）
- まいぷにすとの集い～春の歌っちゃうぞSP～（2018年4月30日(月・休)13時、東京・港区某所）
- 週プレ酒BAR 一日ママ（2018年6月24日、新宿・週プレ酒場）
- アイドル横丁夏まつり!!〜2018〜「グラドル横丁」（2018年7月7日、8日、横浜赤レンガパーク）[146]
- smooth TOKYO 浴衣 団体撮影会（2018年7月28日、東京・STUDIO STANDARD 玉堤Bst）
- TOKYO GRAVURE IDOL FESTIVAL 2018（2018年8月3日、5日、TOKYO IDOL FESTIVAL 2018 GRAND MARKET(東京・青海臨時駐車場)）[147]
- ファースト写真集『My Puni』発売記念イベント(特典会)（2018年8月18日、ヴィレッジヴァンガードお茶の水店）[16][17]
- 近代麻雀水着祭。REVENGE（2018年9月8日、埼玉・しらこばと水上公園）[148]
- まいぷに Re:Birth Party!!（2018年9月29日(土)12時、東京・青山 月見ル君想フ）    ※ 生誕ライブ
10曲＋アンコール3曲。
ゲスト：カメダタク（ピアノ伴奏）、泉茉里（Vo.）[18]
- まいぷにすとの集い～ハロウィン女子会～（2018年10月27日(土)14時、都内スタジオ(新宿近辺)）    ※ 女性限定イベント
- 二丁目の魁カミングアウト ２マンライブ「VS GAY - FREE GAY 2MAN LIVE -」（2018年11月12日、新宿・AiSOTOPELOUNGE）
- 塚本舞1st写真集『My Puni』発売イベントinハロショ（2018年11月18日、ハロー!プロジェクトオフィシャルショップ東京秋葉原店）
- Switched on！「松永天馬 feat.塚本舞」（2018年11月24日、東京・吉祥寺Warp）
- まいぷにすとの集い～クリスマス会～（2018年12月22日(土)13時）

### 2019年
- スナックしろくま 一日店長（2019年1月27日、新宿・スナックしろくま）
- 松永天馬 1stTOUR 「NARCIST」 東京公演（2019年2月14日、渋谷WWW）  - ゲストボーカルとして出演
- まいぷにすとの集い Vol.4〜バレンタインスペシャル〜（2019年2月17日(日)13時、新宿・Naked Loft）
ゲスト：プー・ルイ、顔川ルイ
- ハロショトーク30 卒コン目前！クロストークで梁川奈々美特集（2019年2月24日、ハロー!プロジェクトオフィシャルショップ東京秋葉原店）
- 空野青空5thシングル発売記念 #まいねーむいずあおにゃん 仲間を集めてトークしよ～っ！（2019年2月25日、渋谷・LOFT9 Shibuya）
- 第一回スナックしろくまのど自慢大会（2019年3月15日、新宿LOFT）
- 週プレ酒BAR 一日ママ（2019年3月22日、新宿・週プレ酒場）
- smooth TOKYO 団体撮影会 （2019年4月6日、東京・STUDIO STANDARD 玉堤Bst）
- まいぷにすとの集い Vol.5〜平成最後の #てんまいぷに〜（2019年4月27日(土)13時、新宿・Naked Loft）
ゲスト：松永天馬
- 平成最後の夜を過ごした女と酒の味は忘れない（2019年4月29日、渋谷・LOFT9 Shibuya）
- まいぷにすとの集い in 三浦海岸（2019年6月9日(日)12時30分）
- OTODAMA SEA STUDIO 2019 ～SUMMER GIRLS 2019～（2019年6月9日、神奈川・三浦海岸海水浴場）
- 南波一海のアイドル三十六房 #133（2019年7月4日、タワーレコード渋谷店 B1F CUTUP STUDIO）[149]
- （クラウドファンディング支援者限定）女子会イベント、サイン入りポスターお渡し会、ミュージックビデオ先行上映会トークイベント（2019年7月14日）
- ノンバーコード・ブックス#03（2019年7月15日、ベルサール秋葉原 2Fホール）
「まいぷに屋さん」を出展[150]。完全撮り下ろし写真集等を販売。
- まいぷにすとの集い vol.6〜二人は #あちょぷに 〜（2019年7月20日(土)13時、新宿・Naked Loft）
ゲスト：あちょぷ
- （クラウドファンディング支援者限定）スナックまいぷに（2019年7月27日）
- TOKYO GRAVURE IDOL FESTIVAL 2019（2019年8月2日、TOKYO IDOL FESTIVAL 2019 GREETING AREA(東京・お台場 青海周辺エリア)）[151]
- まいぷにすとの集い vol.7〜令和の #れいぷに〜（2019年8月14日(水)19時、新宿ロフトプラスワン）
ゲスト：黒宮れい
- 最高フェス vol.8（2019年8月16日、渋谷スターラウンジ）[152]
- まいぷにバースデーパーティー2019 ～アラサーなのにカワイイじゃなくてアラサーだからカワイイ～（2019年9月6日(金)19時30分、渋谷・LOFT9 Shibuya）    ※ バースデーイベント
ゲスト：泉茉里、大内ライダー
- ギュウ農フェス 秋のSP 爆音大収穫祭 road to 2020（2019年10月5日、東京・新木場 STUDIO COAST）[27]
ライブアクトの他、ステージMCや注意喚起マスコットガールとしても出演[153]。
- スナックしろくま 一日店長（2019年10月18日、新宿・スナックしろくま）
- まいぷにすとの集い vol.8〜はじめての #ぷにしお〜（2019年11月17日(日)13時、新宿・Naked Loft）
ゲスト：恋汐りんご（バンドじゃないもん！MAXX NAKAYOSHI）
- Switched On! 2019（2019年11月23日、東京・吉祥寺Planet-K、WARP）
- 武井麻里子 presents「エレ日。 vol.16」（2019年11月24日、下北沢MOSAiC）
- 泉茉里生誕東京編（2部）（2019年12月1日、浅草QuluQulu）
- 三十六房市場（サブロク市）（2019年12月5日、タワーレコード渋谷店 B1F CUTUP STUDIO）[83]
限定CD-Rを販売。
- Merry Punistmas Night 2019（2019年12月22日(日)19時、渋谷・LOFT HEAVEN）[28] ※ クリスマスイベント
グランドピアノ伴奏にカメダタクを迎えてのアコースティックライブ[29]。
- エレクリスマス！vol.2（2019年12月25日、六本木VARIT.）

### 2020年
- スナックしろくま 一日店長（2020年2月1日、新宿・スナックしろくま）
- まいぷにすとの集い vol.9 #ぷにのんぷー（2020年2月24日(月・振休)19時、新宿・Naked Loft）
ゲスト：ヒラノノゾミ　助っ人：プー・ルイ
- まいぷに（塚本舞）先生がやって来る！？＠グランドロッジ（2020年2月28日、池袋・アフィリア・グランドロッジ）[154]
- smooth TOKYO 袴 団体撮影会（2020年3月15日、東京・青海南ふ頭公園(陸側)、STUDIO STANDARD 玉堤Ast）
- Beat Happening！ラジオみたいな夜VOL.3（2020年10月26日、渋谷LUSH）
- 黒月カワイイLIVE vol.2（2020年12月27日、横浜・Bar黒月）[155]

### 2021年
- はぴはぴ♡いーすたー！なぴぷにぴょん♡（2021年4月11日、下北沢モナレコード）[156]
- シバノソウの考察 vol.41（2021年7月31日、新宿・ROCK CAFE LOFT is your room）
- ムンヒジュ生誕祭！～Re:birthday～（2021年8月28日、横浜・Bar黒月）
- まいぷにすとの集い vol.10〜まこぷに天国〜（2021年12月11日(土)18時30分、渋谷・LOFT9 Shibuya）[157]
ゲスト：戸田真琴
- 第六回黒月日本酒会 〜喜久盛酒造タクシードライバー新酒編〜（2021年12月26日、横浜・Bar黒月）

### 2022年
- #まりぷにの集い大感謝祭！！！ 〜まいぷにすとの集い×222感謝祭〜（2022年2月22日(火)19時、渋谷・LOFT9 Shibuya）
泉茉里との合同イベント。
- 映画『永遠が通り過ぎていく』公開記念舞台挨拶(アフタートーク)（2022年4月2日、東京・アップリンク吉祥寺）[158]
- まいぷにすとの集い vol.11〜#ふたりは凸凹〜（2022年4月23日(土)19時、渋谷・LOFT9 Shibuya）
ゲスト：riko（雅雀り子）
- Onimaru Joint Artworks Exbition（2022年4月29日 - 5月1日、渋谷・Hz）
コラボレーションアーティストとして参加[159]。4月30日、在廊。
- 琴海りおと友達になってください！vol.2（2022年6月5日、東京・阿佐ヶ谷ロフトA）
- 撮影会（2022年7月31日(日)、東京・秋葉原） ※ 開催中止
- メイドカフェゲストイベント（2022年8月7日、大阪日本橋・Love♡Carat）
- メイドカフェ貸し切りイベント（2022年8月27日、秋葉原・kyameron♡tail）
- 生誕記念撮影会（2022年9月17日(土)、渋谷）
- smooth TOKYO 大阪スタジオ 団体撮影会（2022年10月22日、大阪・スタジオユニット） ※ 開催中止
- ありがとう！Bar黒月 〜私と私達のこれから vol.2〜（2022年11月26日、横浜・Bar黒月）[160]
- コスメショップ 1日店長（2022年12月17日、原宿・ティアランド）    ※ 女性限定イベント

### 2023年
- 第七回 加納エミリと宇佐蔵べにのK-POP友の会（2023年4月9日、新宿・ROCK CAFE LOFT is your room）
- まいぷにすとの集い vol.12〜#りおちゃんお疲れ様ずっとお友達イェイ〜（2023年6月17日(土)13時、新宿・ROCK CAFE LOFT is your room）
ゲスト：琴海りお
- 1日店長&チェキ会イベント（2023年7月15日、ラフォーレ原宿 Bunny studio）
- 生誕記念撮影会（2023年9月2日(土)、渋谷）
- まいぷにすとの集い vol.13 〜 #ぷに誕33th 〜（2023年9月30日(土)13時、渋谷・LOFT9 Shibuya）[37] ※ バースデーイベント
ゲスト：泉茉里、サプライズゲスト
- まいぷに活動10周年記念展（2023年10月28日(土) - 30日(月) 13時 - 20時、高円寺・ギャルリー・ジュイエ）[161]
全日在廊。
- クリスマス撮影会（2023年12月16日(土)、東京・表参道）

### 2024年
- まりぷにエミュリボン1日店長（2024年2月23日、大阪・Live Cafe&Bar エミュリボン）
泉茉里との1日店長イベント。
- 春の撮影会（2024年4月6日(土)、新宿）
- 春のまこぷに学園（2024年5月3日(金・祝)18時30分、東京・阿佐ヶ谷ロフトA）
戸田真琴との共同イベント。
- 横浜♡飲み会 〜ふたりは凸凹リターンズ〜（2024年6月11日(火)19時、横浜・NAKED LOFT YOKOHAMA）
山之口理香子との共同イベント。
- 話す、松永天馬～第二十八夜：話す、ハロプロ～（2024年7月27日、新宿・ROCK CAFE LOFT is your room）[39]
- まいぷにすとの集い vol.14 〜 #しずとぷにのタイミング〜（2024年8月28日(水)19時、横浜・NAKED LOFT YOKOHAMA）
ゲスト：水野しず
- 生誕記念撮影会（2024年9月15日(日)、東京）
- 横浜♡飲み会 〜ふたりは凸凹リターンズ２〜（2024年9月25日(水)19時、横浜・NAKED LOFT YOKOHAMA）
山之口理香子との共同イベント。
- #秋のまこぷに学園祭 〜ヤンキー君と委員長ちゃん〜（2024年11月4日(月・振休)18時30分、東京・阿佐ヶ谷ロフトA）
戸田真琴との共同イベント。
- 帰ってきた”白川花凛のゆく年くる年” ～活動10周年を祝う夕べ～（2024年12月4日、新宿ロフトプラスワン）

### 2025年
- 新年撮影会（2025年1月12日(日)、東京）
- 春のまこぷに学園〜恋の花咲く！？ガチ恋量産SP〜（2025年4月5日(土)12時30分、東京・阿佐ヶ谷ロフトA）
戸田真琴との共同イベント。
- 撮影会（2025年7月19日(土)、東京）
- まいぷにすとの集い 番外編〜時は来た！夏の魔物メジャーデビュー10周年SP〜（2025年8月1日（金）19時、渋谷・LOFT9 Shibuya）[40][41][42]
ゲスト：泉茉里、飛び入りシークレットゲスト